# Dark Is the Night for All
Dark Is the Night for All is een nummer van de Noorse band a-ha uit 1993. Het is de erste single van hun vijfde studioalbum Memorial Beach.
Met deze single sloeg a-ha, net als met de rest van het album "Memorial Beach", een nieuwe weg in. De bandleden waren niet meer de tieneridolen uit de jaren '80, en kozen ook voor een ander geluid. "Dark Is the Night for All" is serieuzer en alternatiever van het eerdere werk van a-ha, en is te vergelijken met bands als U2. Het nummer werd een hit in een paar Europese landen. Zo bereikte het de 4e positie in Noorwegen, het thuisland van a-ha. In het Nederlandse taalgebied bereikte het nummer geen hitlijsten.